# Liquidambar formosana
Liquidambar formosana är en tvåhjärtbladig växtart som beskrevs av Henry Fletcher Hance. Liquidambar formosana ingår i släktet Liquidambar och familjen Altingiaceae. Inga underarter finns listade i Catalogue of Life.
Arten förekommer i centrala och östra Kina, inklusive Hongkong, Taiwan och Hainan samt söderut till Laos och norra Vietnam. Kanske når den även Nordkorea. Liquidambar formosana växer i kulliga områden mellan 500 och 800 meter över havet. Trädet växer snabbt och det kan nå en höjd av 40 meter. Arten hittas ofta nära vattendrag eller i dalgångar. Frön sprids med hjälp av vinden. I områden som tillfällig blev ödelagt är Liquidambar formosana ett av de första träd som etablerar sig.
Trädet nyttjas inom olika användningsområden, till exempel träet för timmar, hela trädet som prydnadsväxt eller extrakt inom medicinen. En sorts naturgummi från arten brukas för att läka sår. Andra delar används mot tarmsjukdomar, mot cancer, mot reumatism eller mot hjärtrytmrubbningar.
Tidigare minskade beståndet efter skogsavverkningar för att etablera teodlingar. I utbredningsområdet etablerades flera skyddszoner. Liquidambar formosana anses vara vanligt förekommande. IUCN listar arten som livskraftig (LC).

## Bildgalleri

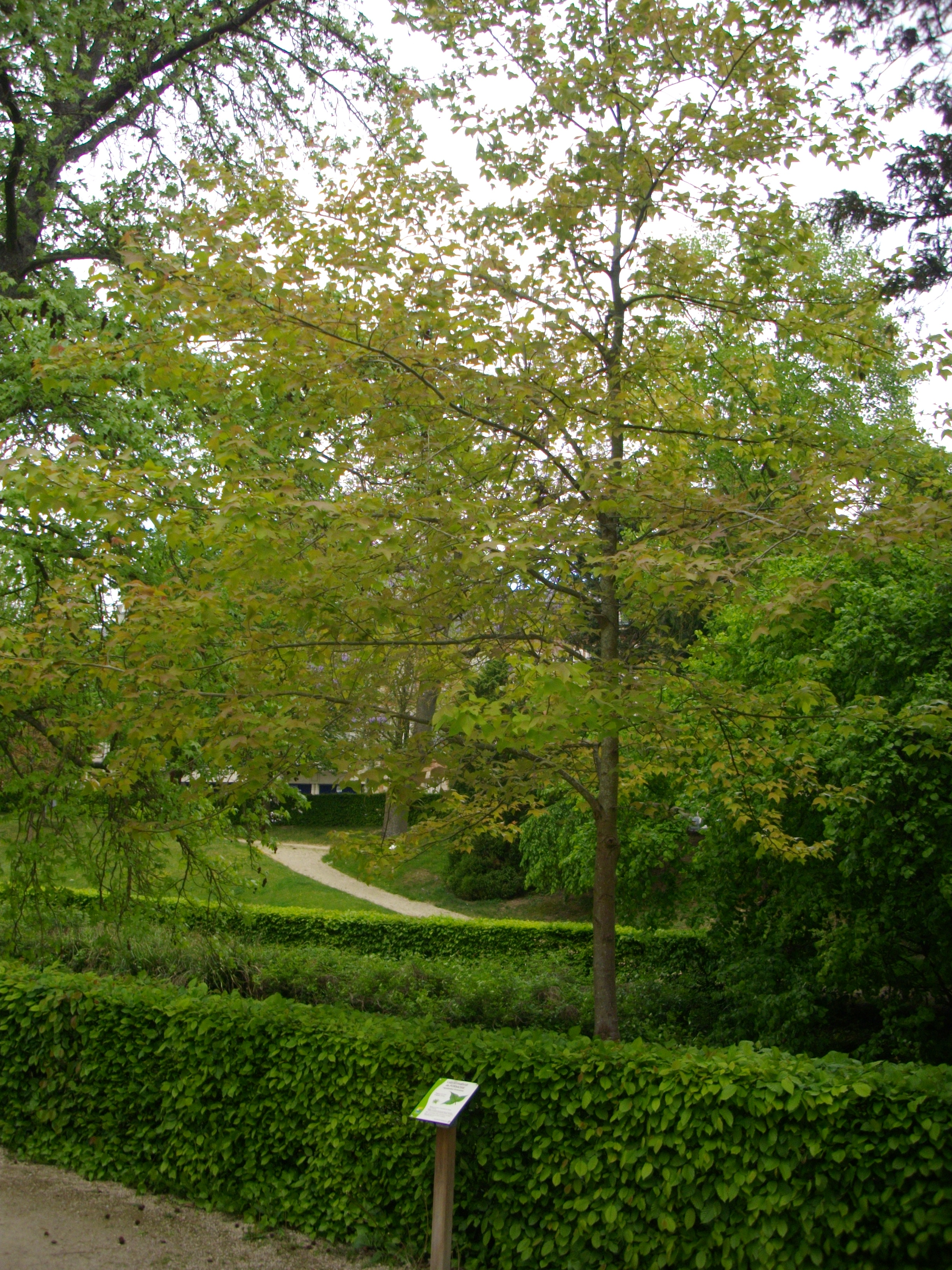
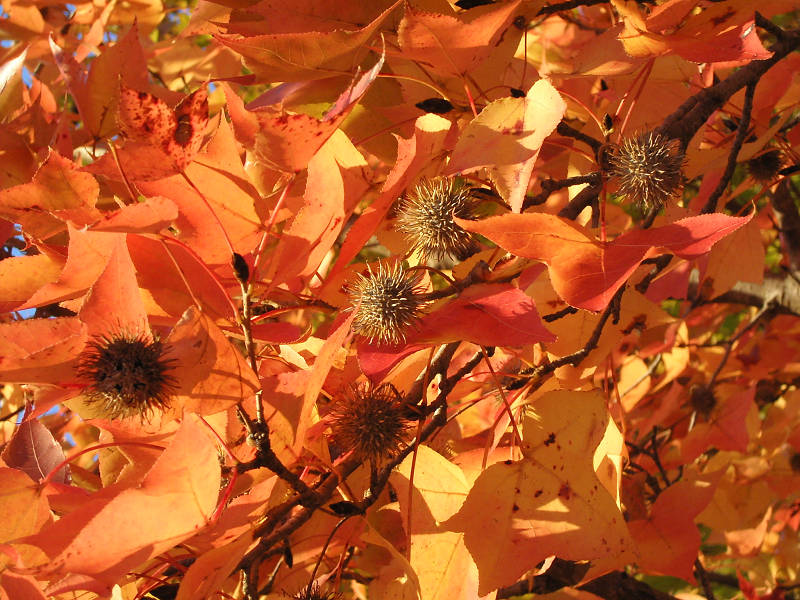
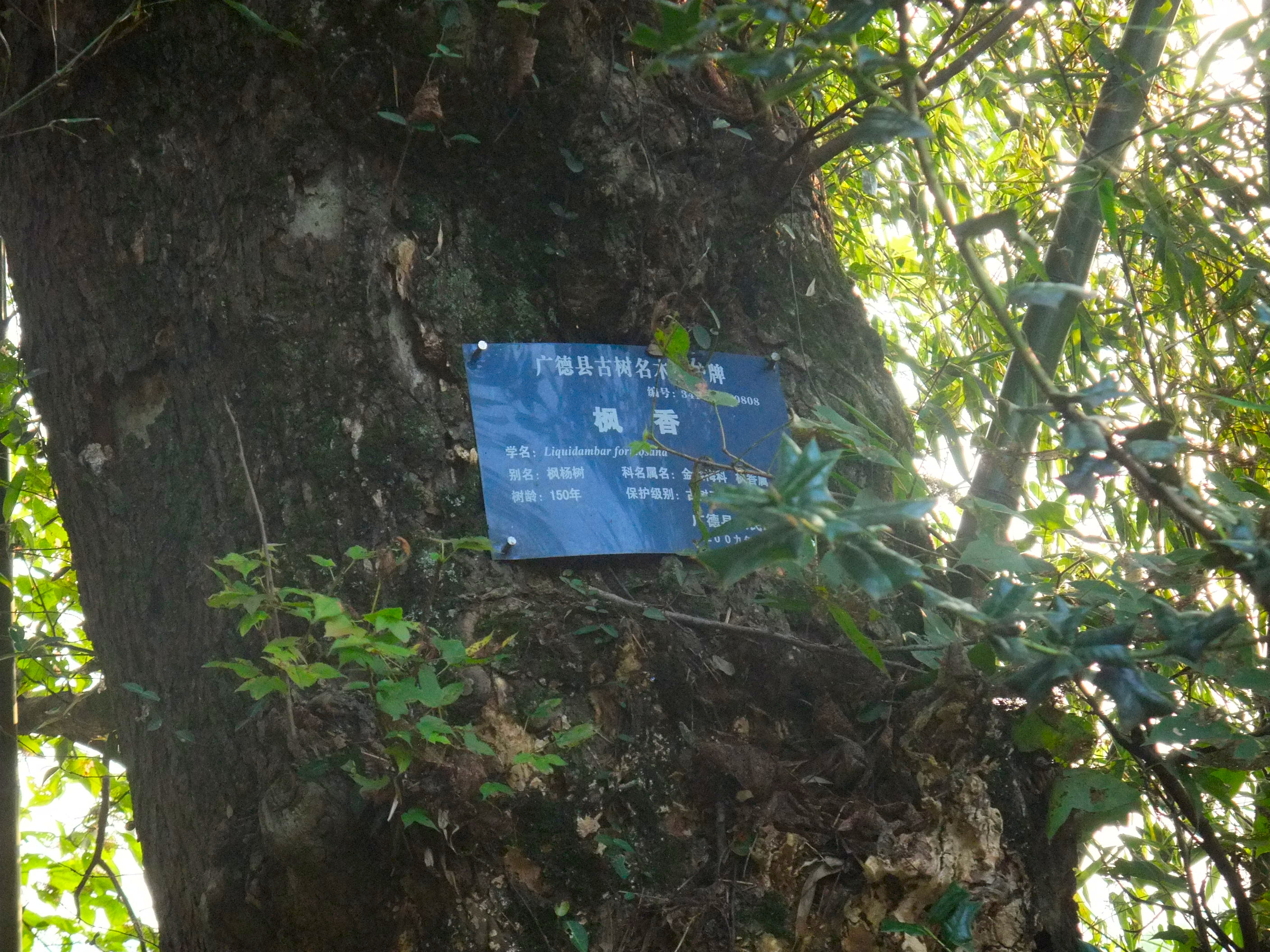
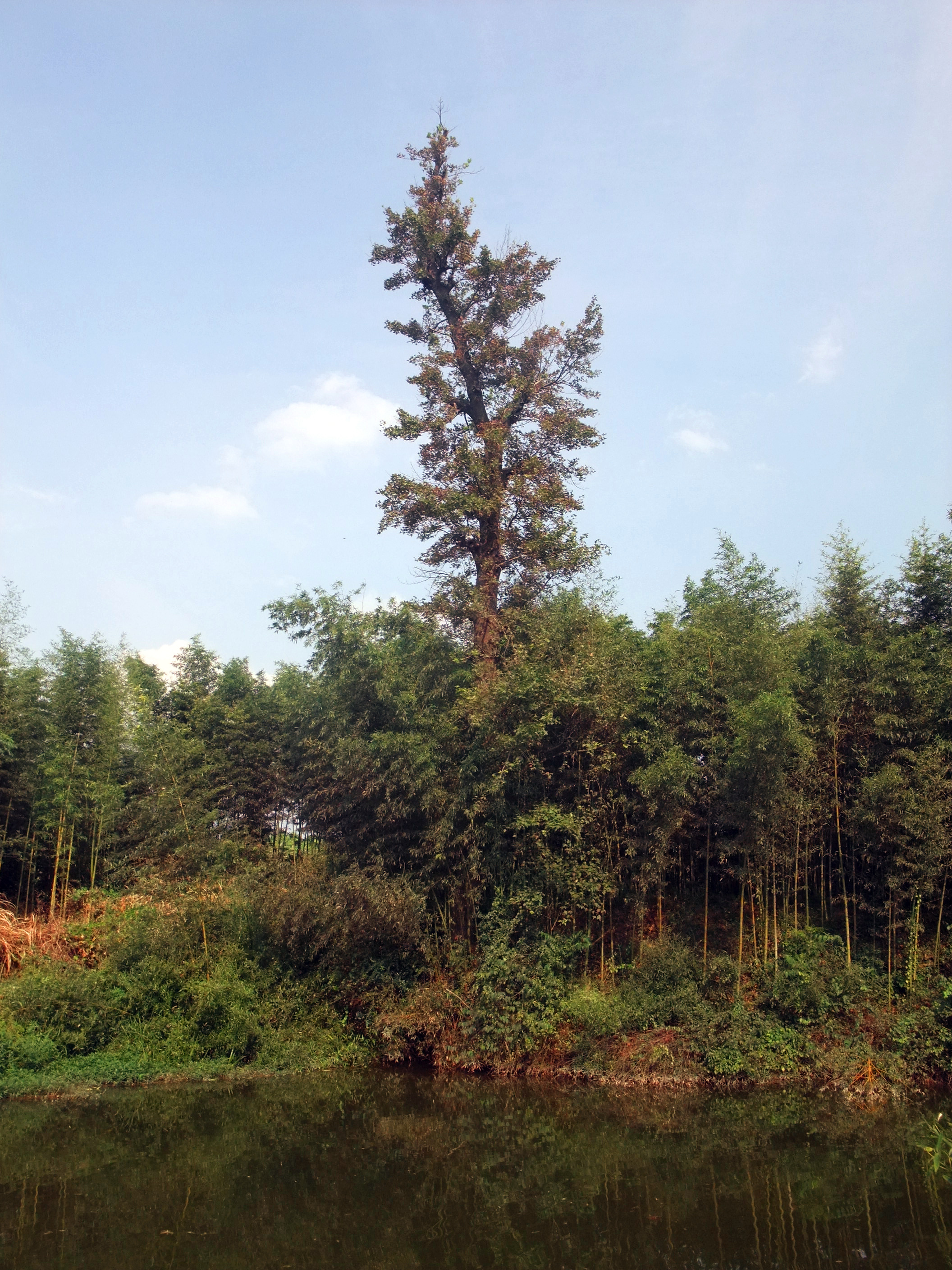
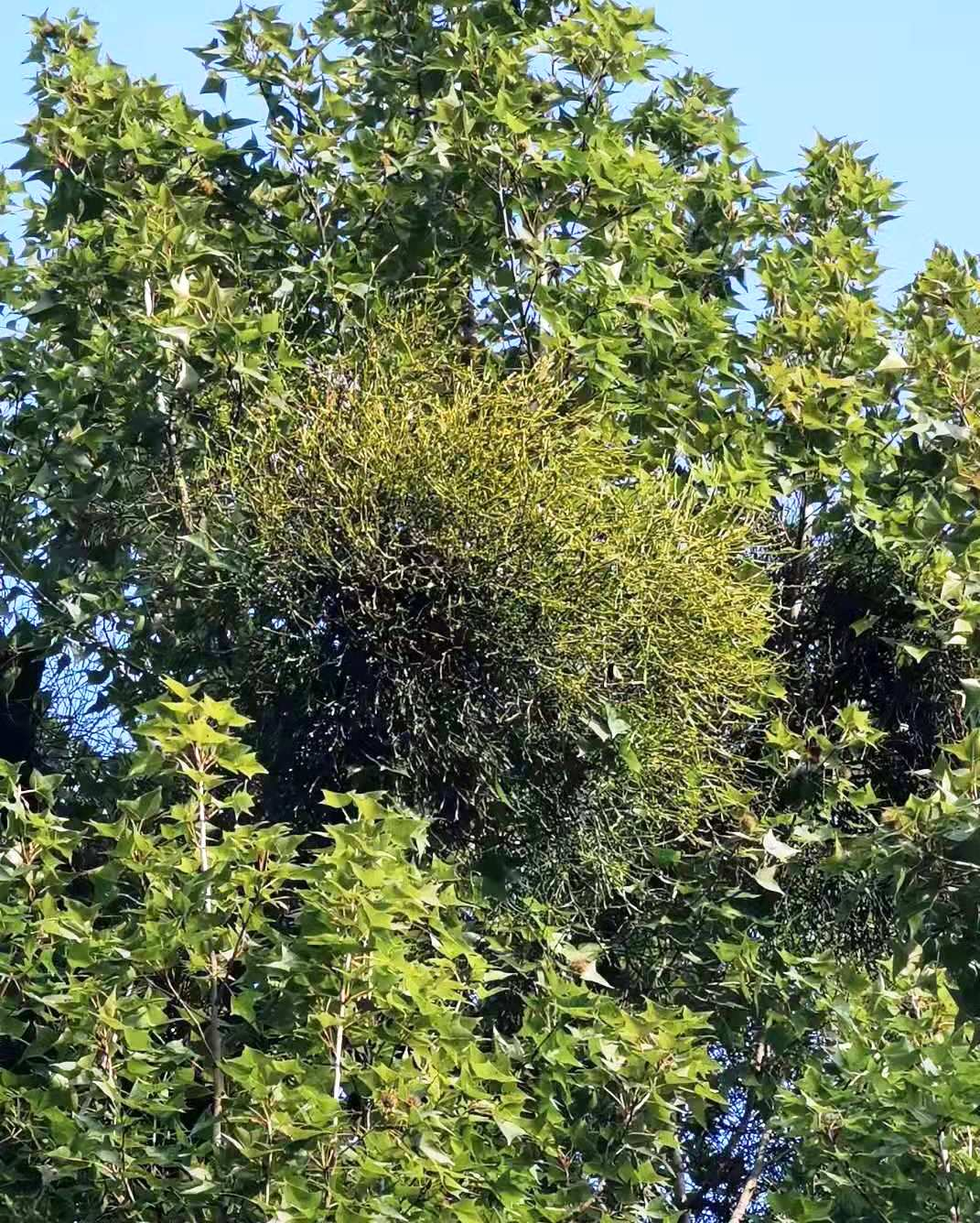
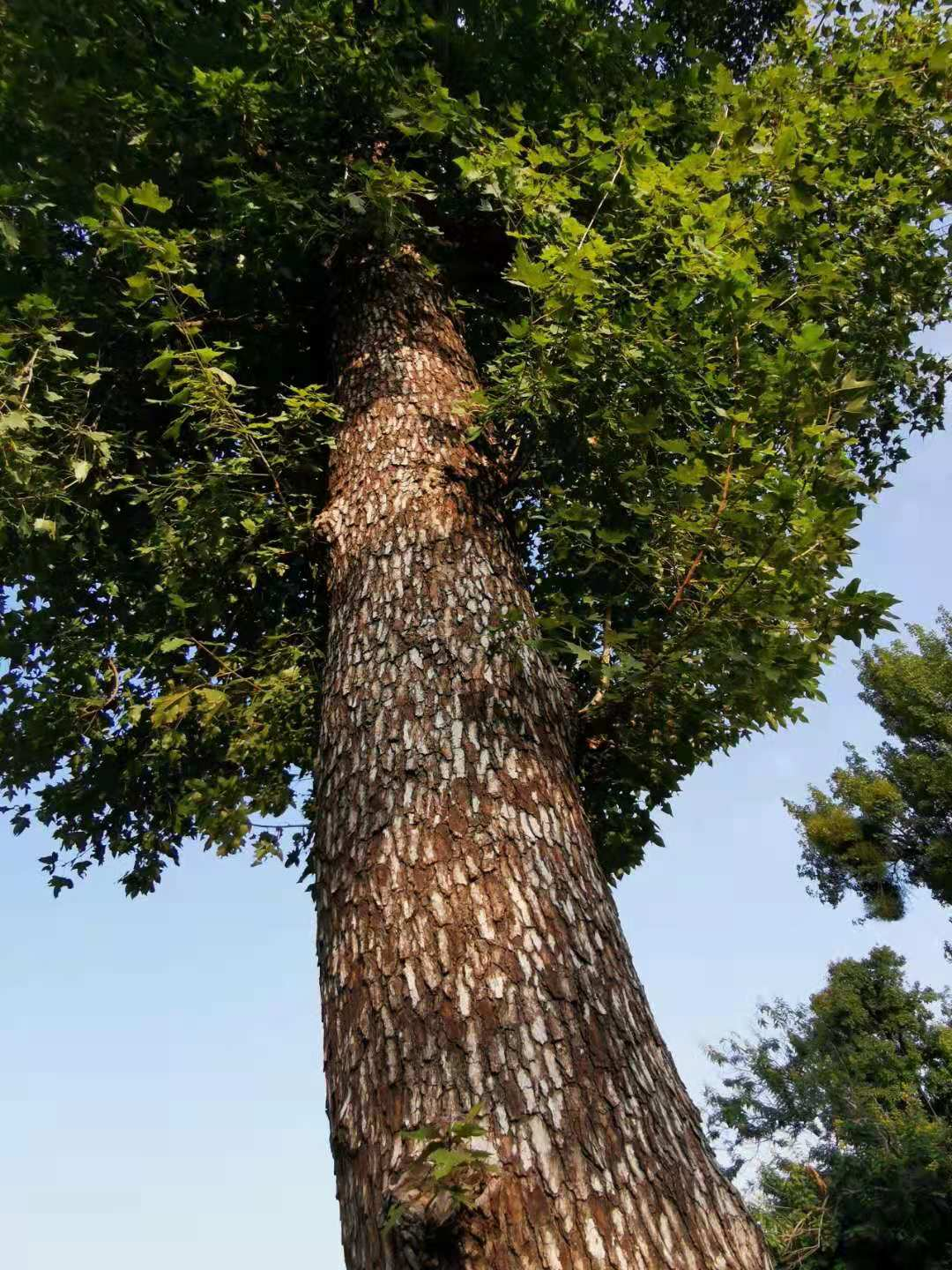